# Slovenská demokratická koalícia
Slovenská demokratická koalícia (zkratka SDK, česky Slovenská demokratická koalice) byla politická strana, která působila v letech 1998-2002 na Slovensku. Předsedou strany byl Mikuláš Dzurinda.

## Členské strany
| Strana | Strana                                | Ideologie             | Pozice      |
| ------ | ------------------------------------- | --------------------- | ----------- |
|        | Kresťanskodemokratické hnutie         | křesťanská demokracie | středopravá |
|        | Demokratická únia                     | liberalismus          | středopravá |
|        | Demokratická strana                   | konzervatismus        | středopravá |
|        | Sociálnodemokratická strana Slovenska | sociální demokracie   | středolevá  |
|        | Strana zelených na Slovensku          | zelená politika       | středolevá  |

## Historie

### Koalice
SDK vznikla 3. července 1997 jako volební koalice pěti tehdy opozičních politických stran DÚ, KDH, DS, SDSS a SZS. Toto silné seskupení tak mělo šanci vyhrát nadcházející volby v roce 1998. Lídry koalice byli společně všichni tehdejší předsedové seskupených stran. Mluvčím se stal Mikuláš Dzurinda z KDH. Tehdejší vládní koalice pod vedením Vladimíra Mečiara z HZDS reagovala na vznik SDK tím, že přijala v parlamentu v roce 1997 restriktivní zákon, který fakticky znemožňoval koalicím kandidovat ve volbách.

### Strana
Jako reakci na přijetí „protikoaličního“ zákona se SDK formálně přetransformovala na politickou stranu. Jednalo se o stranu s exkluzivní členskou základnou - členy bylo právě 150 kandidátů do voleb. Její členové zároveň museli vystoupit ze svých mateřských stran, i když se tehdy hovořilo jen o dočasném kroku. Tři z těchto stran přišly dokonce i o své předsedy: z DÚ vystoupil její předseda Eduard Kukan, z DS Ján Langoš a z SDSS Jaroslav Volf. Předseda KDH Ján Čarnogurský a předsedkyně SZS Zdenka Tóthová ve svých stranách zůstali a proto ani nekandidovali ve volbách. Na ustanovujícím kongrese SDK 4. července 1998 v Trnavě se stal jejím predsedou Mikuláš Dzurinda.

### Vláda
Parlamentní volby v roce 1998 sice vyhrálo HZDS se ziskem 27 % hlasů, na vytvoření vlády to však nestačilo. Vládní koalici tedy vytvořila SDK, která skončila druhá se ziskem 26,33 % hlasů, společně s SDĽ (14,66 %), SMK (9,12 %) a SOP (8 %). Vláda byla tedy širokou koalicí.

### Zánik
SDK formálně zanikla v srpnu 2002, těsně pred parlamentními volbami. K výmazu strany z rejstříku politických stran a hnutí došlo v únoru 2003.

## Volební výsledky

### Parlamentní volby
| Volby | Počet hlasů | Hlasy v % | Počet mandátů | Parlamentní postavení    |
| ----- | ----------- | --------- | ------------- | ------------------------ |
| 1998  | 884 497     | 26,33 %   | 42            | koalice s SMK, SDĽ a SOP |